# Cyclosulfamuron
Cyclosulfamuron ist ein Pflanzenschutzwirkstoff aus der Gruppe der Herbizide, das zur Bekämpfung von Unkräutern eingesetzt wird.

## Eigenschaften
Cyclosulfamuron ist ein Getreide- und Reisherbizid. Es hat ein hohes Potenzial zur Bioakkumulation. Während es nur gering toxisch für Säugetiere ist, ist es mäßig toxisch für die meisten aquatischen Arten, Vögel, Honigbienen und Regenwürmer.
In einer Studie wurden die Auswirkungen von Cyclosulfamuron auf das frühe Pflanzenwachstum und die Acetolactat-Synthase-Aktivität von Reis untersucht. Dabei wurde erkannt, dass Cyclosulfamuron auch das Wachstum von Reis beeinträchtigen kann.

## Zulassung
In Deutschland ist dieser Pflanzenschutzwirkstoff nicht zugelassen.